# مرقد جعفر (يزد)
مرقد جعفر (بالفارسية: امامزاده جعفر) هو مرقد شيعي تاريخي يعود إلى 424 إلى 1083 هجري، ويقع في يزد.